# رودلف اشپیلمن
رودلف اشپیلمن (به آلمانی: Rudolf Spielmann) ‏(۵ مه ۱۸۸۳ در وین - ۲۰ اوت ۱۹۴۲ در استکهلم) شطرنجباز و نویسندهٔ شطرنج یهودی-اتریشی و از پیروان مکتب شطرنج رمانتیک بود.
اشپیلمن در سال ۱۹۱۹ قهرمان کشورهای نوردیک و در ۱۹۲۷ قهرمان آلمان شد. او به پوزیسیون‌های پیچیده و بازی‌های سرشار از ترکیب علاقه داشت و یکی از معدود بازیکنانی بود که در رویارویی‌های مستقیم خود با کاپابلانکا نتیجهٔ مساوی را ثبت کرد (۲ برد، ۸ مساوی و ۲ باخت).
او در سال ۱۹۳۹ از آلمان نازی گریخت و در ۱۹۴۲ در استکهلم درگذشت.